# 圣玛窦蒙召
《圣玛窦蒙召》（義大利語：Vocazione di San Matteo）是意大利画家卡拉瓦乔的一幅画作，描绘了耶稣激励玛窦跟随他的那一个时刻。画作创作于1599 年至 1600 年，位于罗马圣王路易堂的肯塔瑞里小堂，至今仍在原处。在这个小堂里，还有卡拉瓦乔的另外两幅关于玛窦的画作，分别是《圣玛窦殉道》（与《圣玛窦蒙召》大约同时绘制），和《圣玛窦的启示》（1602 年）。
十多年前，玛窦·孔塔雷利枢机主教（Matthieu Cointerel）在遗嘱中留下了一笔资金，指定专门用于装饰一座小堂，供奉与他同名的宗徒玛窦。小堂的穹顶装饰的湿壁画，作者是风格主义画家朱塞佩·切萨里，是当时罗马最受欢迎的画家之一，也是卡拉瓦乔的前雇主。但是，当时切萨里忙于王室和教皇的赞助，这时，卡拉瓦乔的赞助人、梵蒂冈教堂财产办公室负责人方济各·德尔·蒙特枢机，为卡拉瓦乔争取到第一个教堂大项目，也是他第一幅有多幅人物的作品。
《圣玛窦蒙召》悬挂在《圣玛窦殉道》对面。虽然《殉道》可能先开始，但是《蒙召》首先完成。这两幅画的委托日期为1599年7月，最终付款于1600年7月。介于两者之间，祭坛上是《圣玛窦的启示》（1602 年）。
这幅画描绘了马太福音 9:9中的故事：“耶稣从那里往前走，看见一个人名叫马太，坐在税关上，就对他说：“你跟从我来。”他就起来，跟从了耶稣。” 卡拉瓦乔描绘税吏马窦和另外四个人坐在桌旁。耶稣和伯多禄进入黑暗的房间，耶稣的手指向马窦。一束光照进来，照亮桌子旁看着耶稣基督的人们的脸。

## 玛窦的身份
关于画中的哪个人是玛窦，存在一些争论，因为桌子上留着胡子的人惊讶的手势可以从两个方面来解读。大多数作家都认为玛窦是留着胡子的人，手指着自己，好像在回应基督的召唤，问“是我吗？”。而在本系列的另外两部作品《圣玛窦的启示》和《圣玛窦殉道》中，玛窦都是大胡子男子。但是最近的一种解释认为，这名留着胡子的男子实际上是在指着桌子末端的年轻人，问“是他吗？”年轻人的头耷拉着。其他作家认为这幅画是故意模棱两可。

## 基督的身份
一些学者推测，这幅画将耶稣描绘成《新约》中的末后的亚当或第二个亚当。耶稣向玛窦伸出手来，与卡拉瓦乔的同名者米开朗基罗（Michelangelo）的《创造亚当》中亚当的手几乎一样。

## 风格
卡拉瓦乔的这幅油画明暗对比强烈。税吏所在的室内是一个黑暗的空间，而基督带进了真正的光明。这幅画记录了两个世界的碰撞——信仰的不可抵挡的力量，与世俗、浮华的世界形成对比。耶稣带进一束光射向他，用一个毫不费力的手势，不需要扭曲肌肉的力量，就向他施加了无法逃避的力量。耶稣的赤脚也与纨绔子弟的税吏形成对比。

## 反响
教宗方济各曾表示，他年轻时经常去圣王路易堂欣赏这幅画。谈到基督伸出的手臂，和玛窦的回应，方济各说：“这就是我，一个罪人，主转移了他的目光。”